# Ein letzter Kuss
Ein letzter Kuss (Originaltitel: L'ultimo bacio) ist ein italienischer Kinofilm aus dem Jahr 2001. Regie führte Gabriele Muccino, der auch das Drehbuch verfasste. In den Hauptrollen sind Stefano Accorsi und Giovanna Mezzogiorno zu sehen. In Italien startete der Film am 2. Februar 2001, in Deutschland kam er am 24. Januar 2002 in die Programmkinos.

## Handlung
Carlo und Giulia scheinen das perfekte Paar zu sein. Als Giulia jedoch ihrem Freund mitteilt, dass sie schwanger ist, verfällt Carlo in eine Sinnkrise. Er befürchtet sein Leben halte nun keine Überraschungen mehr bereit. Auch Carlos Freunde haben Zukunftsängste: Paolo ist von seiner Jugendliebe verlassen worden und möchte nicht das Geschäft seines im Sterben liegenden Vaters übernehmen, Lebemann Alberto sieht ein, dass er nichts von dem erreicht hat, was er sich einst erträumte, und Adriano verlässt seine Frau, um seinem Sohn die ewigen Streitereien zu ersparen. Gemeinsam planen sie, mit einem alten Wohnmobil durch Afrika zu reisen. Letztendlich ziehen jedoch nur Alberto und Paolo diesen Plan durch, während Adriano auf halber Strecke umkehrt, um sich um seinen Sohn zu kümmern. Während Carlo an Familiengründung, Hauskauf und Ehe zweifelt, begegnet er auf der Hochzeit eines Freundes der 18-jährigen Schülerin Francesca und teilt ihr seine Sorgen mit. Da diese denkt, er stehe kurz davor, seine Freundin zu verlassen, beginnt sie mit ihm zu flirten.
Nachdem Carlo zunächst der Versuchung widersteht, sucht er Francesca wenig später doch auf und verabredet sich mit ihr für die Party einer Schulkameradin. Carlo bittet seinen Freund Adriano, Giulia anzulügen und ihr zu sagen, Carlo sei mit ihm unterwegs. Als jedoch der Vater von Paolo stirbt und sich Adriano und Giulia bei Paolo treffen, fliegt Carlos Schwindel auf. Francesca lädt Carlo währenddessen ein, die Nacht mit ihr zu verbringen. Carlo lehnt zunächst ab und fährt nach Hause. Als ihn Giulia mit Vorwürfen konfrontiert und der Streit schließlich dazu führt, dass Giulia Carlo vor die Tür setzt, kehrt Carlo schließlich doch zu Francesca zurück, und die beiden schlafen miteinander. Am nächsten Morgen bereut Carlo jedoch diese Entscheidung und teilt Francesca mit, dass Giulia schwanger sei und er zu ihr zurückkehren werde.
Daraufhin sucht Carlo Giulia bei deren Eltern auf, die selbst gerade erst eine vorübergehende Trennung hinter sich haben. Nach einem ausgiebigen Gespräch mit Giulias Vater, der Carlo rät, um Giulia zu kämpfen, versichert Carlo Giulia, dass er Francesca nur geküsst hat und den Rest seines Lebens mit Giulia verbringen möchte. Die beiden versöhnen sich.

## Hintergrund
Der Film wurde hauptsächlich in Rom gedreht.

## Kritiken
„[N]eben den Fähigkeiten des Mannes hinter der Kamera, bestechen auch vor der Kamera die des hervorragend ausgewählten Ensembles, das so perfekt miteinander harmoniert und aufspielt, dass man keinen herausheben sollte. Auch wenn die Spieldauer von knapp zwei Stunden sich als einen Tick zu lang erweist, ist „Ein letzter Kuss“ unbedingt sehenswert, wozu auch das aus gleich mehreren exzellenten Momenten bestehende Finale beiträgt.“

Die Filmbewertungsstelle Wiesbaden verlieh Ein letzter Kuss das Prädikat besonders wertvoll. In der Jurybegründung heißt es:

„“Der letzte Kuss” ist das, was man in Deutschland vermutlich eine Beziehungskomödie nennen würde. Der Film stammt aber aus Italien, und hier kommt, so will es jedenfalls das Klischee, mit der Liebe immer auch die Leidenschaft, die Sentimentalität und das hohe Pathos. All dies und noch viel mehr bietet die Erzählung, ohne jemals dem platten Klischee zu verfallen oder jedenfalls nicht auch noch dessen Kehrseite zu beleuchten.“

## Auszeichnungen
David di Donatello 2002
- Beste Regie
- Beste Nebendarstellerin (Stefania Sandrelli)
- Bester Schnitt
- Bester Produzent
- Bester Tonschnitt

Nastro d’Argento 2001
- Beste Nebendarstellerin (Stefania Sandrelli)
- Bester Schnitt
- Bester Titelsong (L'ultimo Bacio von Carmen Consoli)

Ciak d'oro 2001
- Bester Hauptdarsteller (Stefano Accorsi)

Newport International Film Festival 2002
- Jury Award für Claudio Santamaria

Sundance Film Festival 2002
- Publikumspreis (Bester ausländischer Film)

Europäischer Filmpreis 2001
- Nominierung für Stefania Sandrelli als beste Darstellerin

## Neuverfilmung und Fortsetzung
Im Jahr 2006 erschien die US-amerikanische Neuverfilmung Der letzte Kuss mit Zach Braff und Jacinda Barrett in den Hauptrollen. Der Film übernimmt dabei nahezu übereinstimmend die Handlung des italienischen Originals, allerdings mit einem entscheidenden Unterschied: Während Carlo Giulia in der Schlussszene anlügt und vorgibt, zwischen ihm und Francesca habe es nur einen Kuss gegeben, und die beiden sich daraufhin versöhnen, beichtet Michael Jenna im Remake nach kurzem Zögern, dass er mit Kim geschlafen hat. Daraufhin verlässt Jenna das Haus ihrer Eltern und schließt sich in ihrem eigenen ein, vor dem Michael tagelang verharrt, bis Jenna ihn schließlich hereinlässt.
Im Februar 2010 wurde in Italien die Fortsetzung Baciami ancora veröffentlicht.